# Cầu Adam

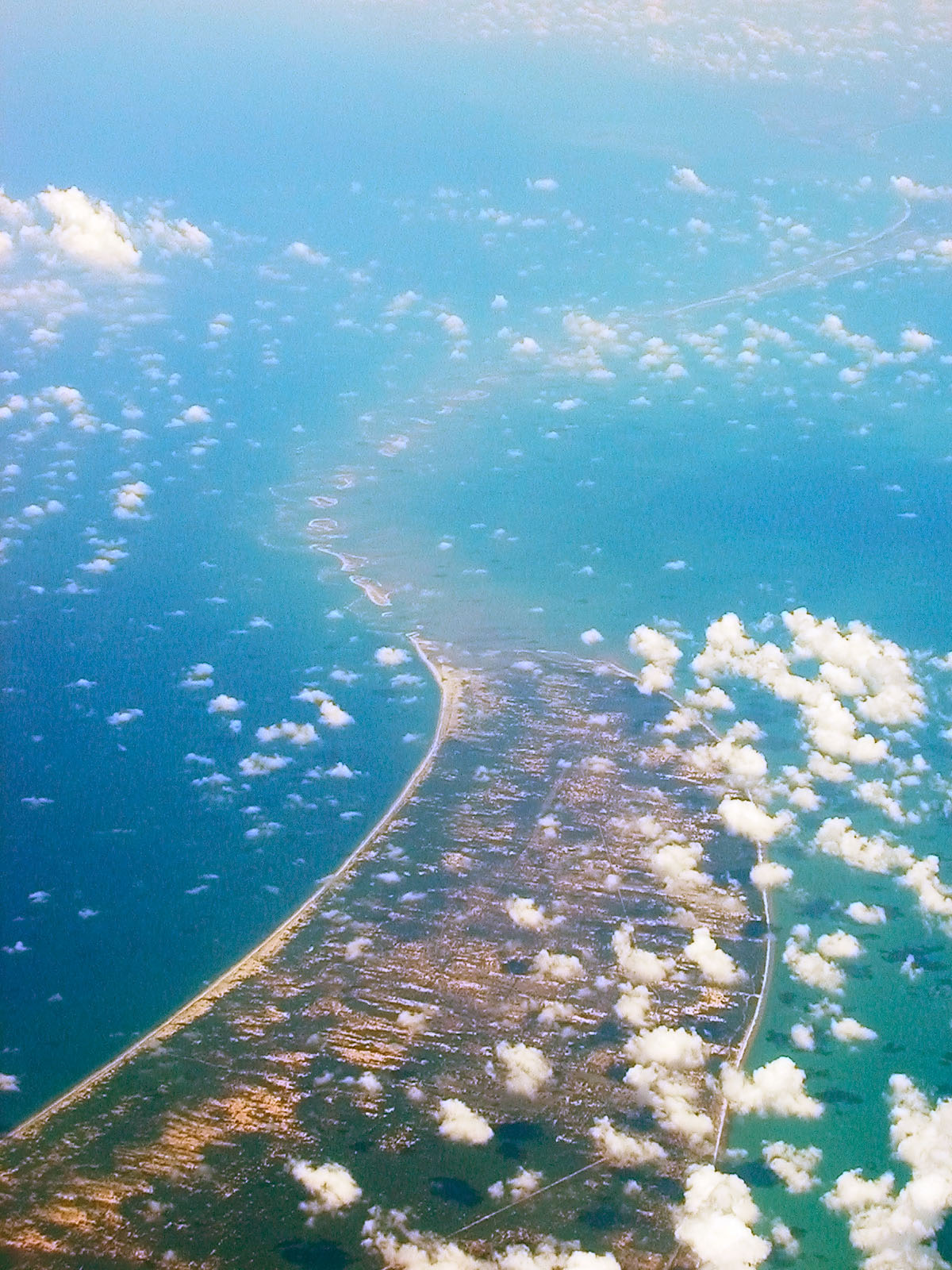
Cầu Rama nhìn từ không trung

Cầu Rama (ஆதாம் பாலம் āthām pālam), cũng được biết đến với tên cầu Rama hoặc Rama Setu (tiếng Tamil: இராமர் பாலம் Rāmar pālam, tiếng Phạn: रामसेतु, rāmasetu), là một chuỗi các bãi cát ngầm đá vôi, giữa đảo Pamban, cũng được biết đến với tên đảo Rameswaram, ngoài khơi bờ biển phía đông nam Tamil Nadu, Ấn Độ, và đảo Mannar, ngoài khơi bờ biển phía tây bắc của Sri Lanka. Bằng chứng địa chất cho thấy rằng cây cầu này trước đây là một dải đất kết nối giữa Ấn Độ và Sri Lanka.
Cầu Rama dài 18 dặm (30 km) và có thể chia vịnh Mannar (phía tây nam) khỏi eo biển Palk (phía đông bắc). Một số bãi cát khô và biển trong khu vực rất nông cạn, chỉ sâu từ 1 m đến 10 m (3 foot đến 30 foot), gây cản trở giao thông hàng hải. Người ta cho rằng con người từng có thể đi bộ qua dải đất này cho đến thế kỷ 15 khi một cơn bão làm cho eo biển sâu thêm. Các ghi chép trong đền thờ nói rằng cầu Rama hoàn toàn nổi so với mực nước biển cho đến khi nó bị phá vỡ trong một cơn bão vào năm 1480.